# Макгриллен, Гарет
Гарет МакГриллен (англ. Gareth McGrillen; род. 16 октября 1981, Перт) — австралийский музыкальный продюсер, композитор и бас-гитарист. Наиболее известен по выступлениям в группе Pendulum, играющей в стиле драм-н-бейс. Также соавтор музыкального проекта Knife Party.

## Биография
Родился в австралийском городе Перт. В местном колледже познакомился с Робом Свайром, с которым впоследствии в 2002 году создал группу Pendulum, играющую в жанре драм-н-бейс. В группе МакГриллен стал выступать в качестве бас-гитариста. В 2003 году вместе со Свайром и ещё одним со основателем группы Полом «El Hornet» Хардингом перебрались в Великобританию. Принимал участие в создании всех альбомов группы. В начале лета 2011 МакГриллен и Свайр объявили о создании проекта Knife Party, в котором они стали выступать в качестве DJ-дуэта. Вначале проект развивался параллельно, однако впоследствии Pendulum взяли продолжительный перерыв, вернувшись к активным выступлениям 20 марта 2016 года. По возвращении Гарет, помимо бас-гитары, взял на себя обязанности MC, которые раньше исполнял Бен Маунт.

## Дискография
- Hold Your Colour — 2005, студийный альбом Pendulum.
- In Silico — 2008, студийный альбом Pendulum.
- Immersion — 2010, студийный альбом Pendulum.
- Abandon Ship — 2014, студийный альбом Knife Party.